# Tommy Lee Wallace
Tommy Lee Wallace (nacido el 6 de septiembre de 1949) es un guionista, director y productor de cine estadounidense.

## Biografía
Tommy Lee Wallace nació en Somerset, Kentucky, Estados Unidos. Es hijo de Robert G. Wallace y Kathleen Wallace, y también tiene una hermana. Se crio en Bowling Green, Kentucky, y asistió a la escuela secundaria en la Universidad de Kentucky Occidental.

### Educación
BFA en Diseño de la Universidad de Ohio, Atenas, OH AMF en el programa de producción de cine en la Universidad del Sur de California, Los Ángeles, CA. 

### Inicios en el cine
Wallace comenzó a realizar su sueño de trabajar en el negocio del cine en 1976 cuando trabajó como redactor de efectos sonoros y director de arte en el largometraje Asalto a la comisaría del distrito 13, dirigido por su amigo de mucho tiempo John Carpenter, con quien antes había trabajado en 1974 en Dark Star, una comedia de ciencia ficción de bajo presupuesto cuyo rodaje requirió varios años. En 1978, sirvió como diseñador de producción y co-redactor de Halloween, también dirigida por John Carpenter. En 1980, llevó a cabo su trabajo como redactor y diseñador de producción para la película The Fog. Además apareció en una escena de la película Halloween, interpretando a Michael Myers.

### Debut como director
En Halloween 2, John Carpenter, que desempeñaba las funciones de músico y productor, ofreció a Wallace la posibilidad de responsabilizarse de la dirección. Tras pensárselo mucho Wallace rechazó la oferta, arguyendo que había quedado bastante decepcionado con el guion. Pero posteriormente escribiría y dirigiría la tercera entrega de la serie, Halloween III: Season of the Witch.

### Carrera hasta la fecha
Wallace ha seguido escribiendo y dirigiendo. En 1988 coescribió y dirigió Noche de miedo 2, protagonizada por los principales protagonistas de la primera parte: William Ragsdale y Roddy McDowall; la película obtuvo buenas críticas pese a ser una secuela de bajo presupuesto, demostrando así el talento de su director.
En 1990, sirvió como escritor y director de la miniserie It, basada en la novela homónima de Stephen King. En 2002, dirigió Vampiros: los muertos, una continuación de Vampiros, la película de 1998 dirigida por John Carpenter.

## Vida personal
Estuvo casado con la actriz Nancy Loomis, quien interpretó el personaje de Annie en Halloween y Halloween II, y con la que tuvo dos hijas.

## Películas/series dirigidas
- Halloween III: Season of the Witch (Halloween III: El día de la bruja, 1982)
- The Twilight Zone (Más allá de los límites de la realidad, 1985-1986)
  - Wordplay/Dreams for Sale/Chameleon (Episodio de TV) (segmento "Dreams for Sale")
  - Little Boy Lost/Wish Bank/Nightcrawlers (Episodio de TV) (segmento "Little Boy Lost")
  - The Leprechaun-Artist/Dead Run (Episodio de TV) (segmento "The Leprechaun-Artist")
- Max Headroom (Max Headroom, el hombre de la pantalla), 1987)
  - Security Systems (Episodio de TV)
  - The Blanks (Episodio de TV)
- Tour of Duty (1987)
- Aloha Summer (1988)
- Fright Night Part 2 (Noche de miedo 2), 1988)
- CBS Summer Playhouse (1989)
  - Outpost (Episodio de TV)
- Baywatch (Los vigilantes de la playa, 1989)
  - Cruise Ship (Episodio de TV)
- It (1990)
- And the Sea Will Tell (1991)
- The Comrades of Summer (Camaradas olímpicos, 1992)
- Danger Island (1992)
- Witness to the Execution (Testigo de la ejecución, 1994)
- Green Dolphin Beat (1994)
- Flipper (1995)
- Once You Meet a Stranger (Extrañas en un tren, 1996)
- Steel Chariots (1997)
- The Spree (1998)
- Final Justice (1998)
- Vampires: Los Muertos (2002)
- Helliversity (2010)